# Municipio de Españita
El municipio de Españita es uno de los 60 municipios que conforman el estado de Tlaxcala dentro de México. Su cabecera es la localidad de Españita. Antiguamente se le conoció como Atzatzacuala que en náhuatl quiere decir "lugar de represas". Más tarde los españoles la bautizaron como "Santa María de la Nueva España", nombre que derivaría en el actual.

## Límites municipales
Este municipio limita al norte y al oeste con el municipio de Sanctórum de Lázaro Cárdenas; al sur con el municipio de Ixtacuixtla, al este colinda con el municipio de Hueyotlipan, al noroeste con el municipio de Nanacamilpa de Mariano Arista y al suroeste con el estado de Puebla, en específico con el municipio de Tlahuapan. 

## Historia
A pesar de que existió población prehispánica en el lugar, se considera como la fecha de la fundación de este municipio el 26 de mayo de 1672, en que según la tradición, se le dio el nombre de Santa María de la Nueva España, por acuerdo eclesiástico de los fundadores novohispanos que poblaron el lugar. Fue elevado a cabecera municipal el 8 de junio de 1857.

## Turismo
Españita es un sitio muy frecuentado por turistas dentro de la ruta turística de Calpulalpan ya que en su territorio se cuenta con albergues, balnearios, sitios naturales de gran interés así como edificios coloniales y haciendas.

## Localidades
- Españita, cabecera municipal
- Barrio de Torres
- La Magdalena Cuextotitla
- San Francisco Mitepec
- Vicente Guerrero
- San Miguel Pipillola
- San Miguel El Piñón
- La Constancia
- La Reforma
- Miguel Aldama
- San Juan Mitepec
- El Carmen
- San Agustín